# Хеллер, Отто
Отто Хеллер (чеш. Otto Heller, 3 сентября 1896 — 17 февраля 1970) — чешский и британский кинооператор.

## Биография
Отто Хеллер родился 3 сентября 1896 года в Праге.
После окончания школы некоторое время работал киномехаником. После начала Первой мировой войны был на фронте, затем работал в военной кинолаборатории в Вене. В качестве помощника оператора присутствовал на съёмках репортажа о похоронах австрийского императора Франца Иосифа I. После войны работал оператором на студии «Прага-фильм».
Накануне нацистского вторжения эмигрировал через Голландию и Францию в Англию, служил в отделе пропаганды Военно-воздушных сил Великобритании.
В 1945 году получил британское гражданство и работал оператором на разных студиях. Наиболее известной его работой стал фильм режиссёра Александра Маккендрика «Убийцы леди». Лауреат премии Британской академии кино и телевизионных искусств в категории «Лучший оператор» за работу в фильме режиссёра Сидни Фьюри «Досье Ипкресс» (1966).
Умер 17 февраля 1970 года в Лондоне, спустя несколько месяцев после окончания активной деятельности.

## Избранная фильмография
- 1930 — Императорский и королевский фельдмаршал
- 1932 — Антон Шпелец, снайпер
- 1932 — Лёличек на службе у Шерлока Холмса
- 1937 — Мир принадлежит нам
- 1947 — Гавань искушения
- 1949 — Пиковая дама
- 1952 — Красный Корсар / The Crimson Pirate
- 1954 — Хозяин острова О’Киф / His Majesty O’Keefe
- 1955 — Замочить старушку / The Ladykillers
- 1955 — Ричард третий / Richard III
- 1956 — Кто это сделал? / Who Done It?
- 1959 — Фламандский пёс / A Dog of Flanders
- 1960 — Подглядывающий / Peeping Tom
- 1961 — Жертва / Victim
- 1964 — Проклятие гробницы мумии / The Curse of the Mummy’s Tomb
- 1966 — Досье Ипкресс / The Irpcress File
- 1966 — Элфи / Alfie